# Königsfeld (Bawaria)
Königsfeld – miejscowość i gmina w Niemczech, w kraju związkowym Bawaria, w rejencji Górna Frankonia, w regionie Oberfranken-West, w powiecie Bamberg, wchodzi w skład wspólnoty administracyjnej Steinfeld. Leży w Szwajcarii Frankońskiej, około 20 km na północny wschód od Bamberga, nad rzeką Aufseß, przy drodze B22.

## Dzielnice
W skład gminy wchodzą następujące dzielnice:
|  |  | Huppendorf    | 143 |
|  |  | Königsfeld    | 569 |
|  |  | Kotzendorf    | 107 |
|  |  | Laibarös      | 148 |
|  |  | Poxdorf       | 159 |
|  |  | Treunitz      | 160 |
|  |  | Voitmannsdorf | 125 |

### Położenie
Königsfeld graniczy z następującymi gminami:
- Litzendorf (na zachodzie)
- Scheßlitz (na północnym zachodzie)
- Stadelhofen (na północy)
- Hollfeld (na wschodzie)
- Heiligenstadt in Oberfranken (na południu)

## Zabytki i atrakcje
- Kościół pw. św. Jakuba i Katarzyny (St. Jakobus und Katharina)
- Kaplica św. Anny (St. Anna)
- kaplica w dzielnicy Laibarös
- źródło rzeki Aufseß

## Galeria

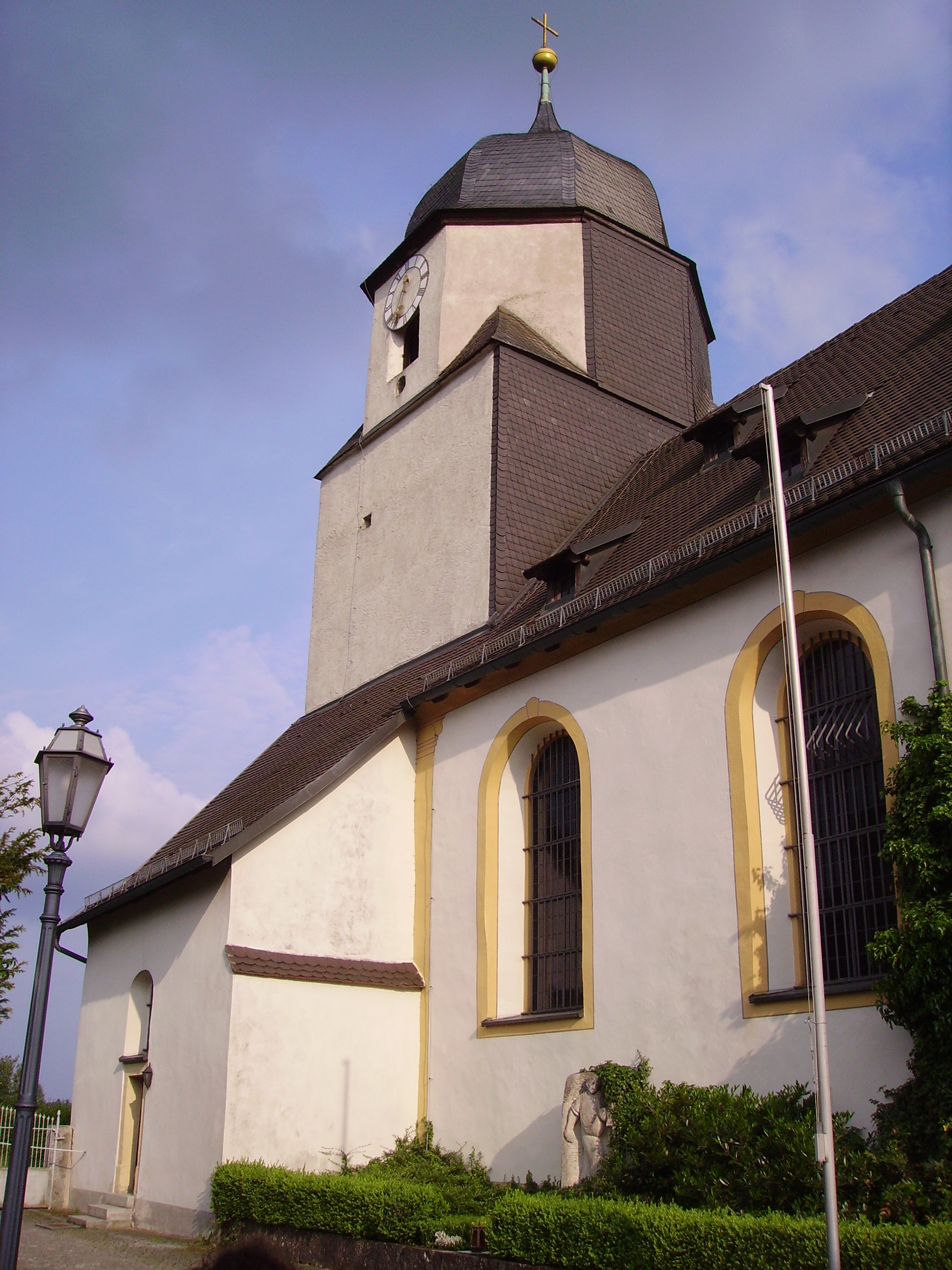
Kościół św. Jakuba i Katarzyny (St, Jakobus und Katharina)
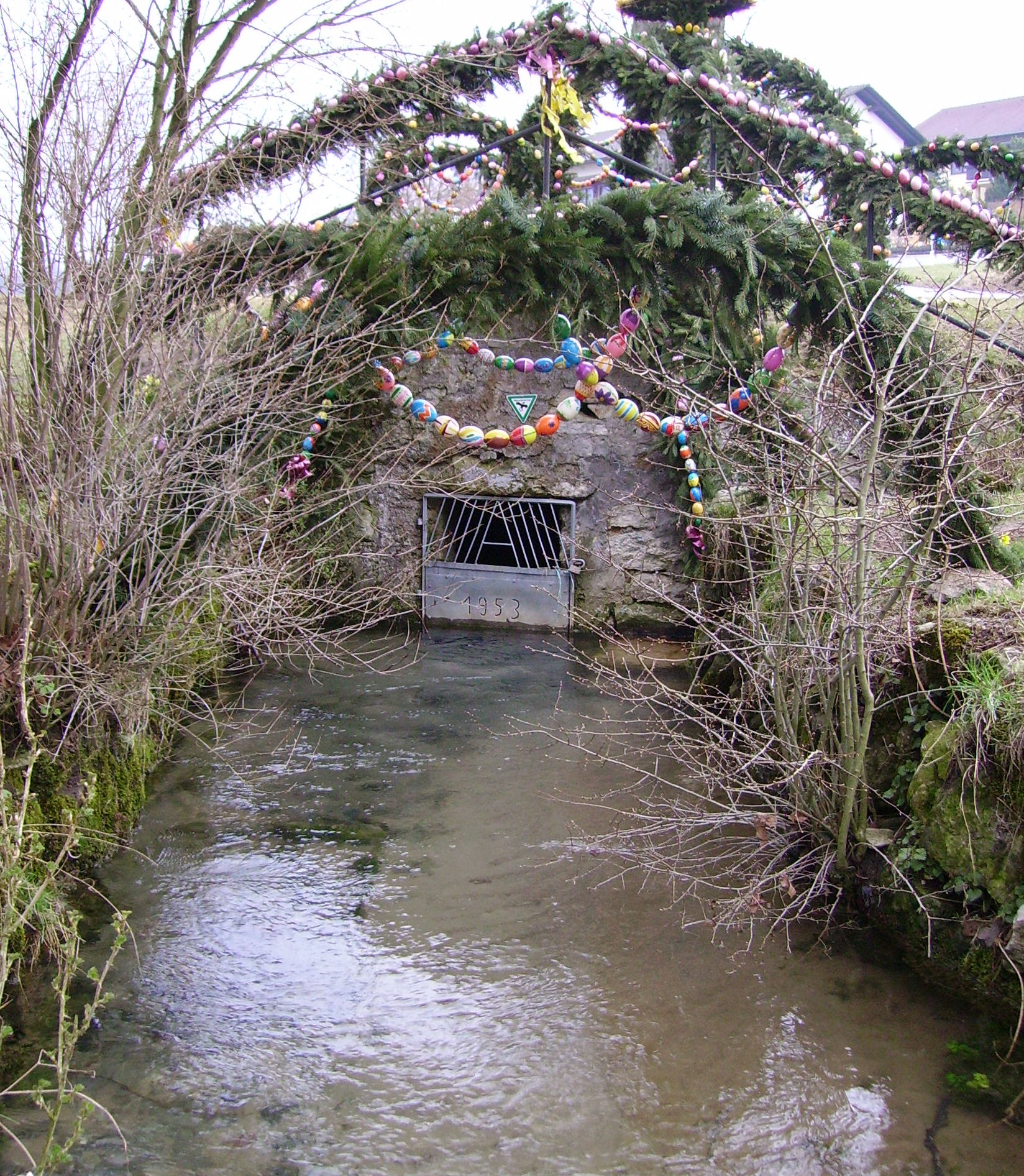
Źródło Aufseß
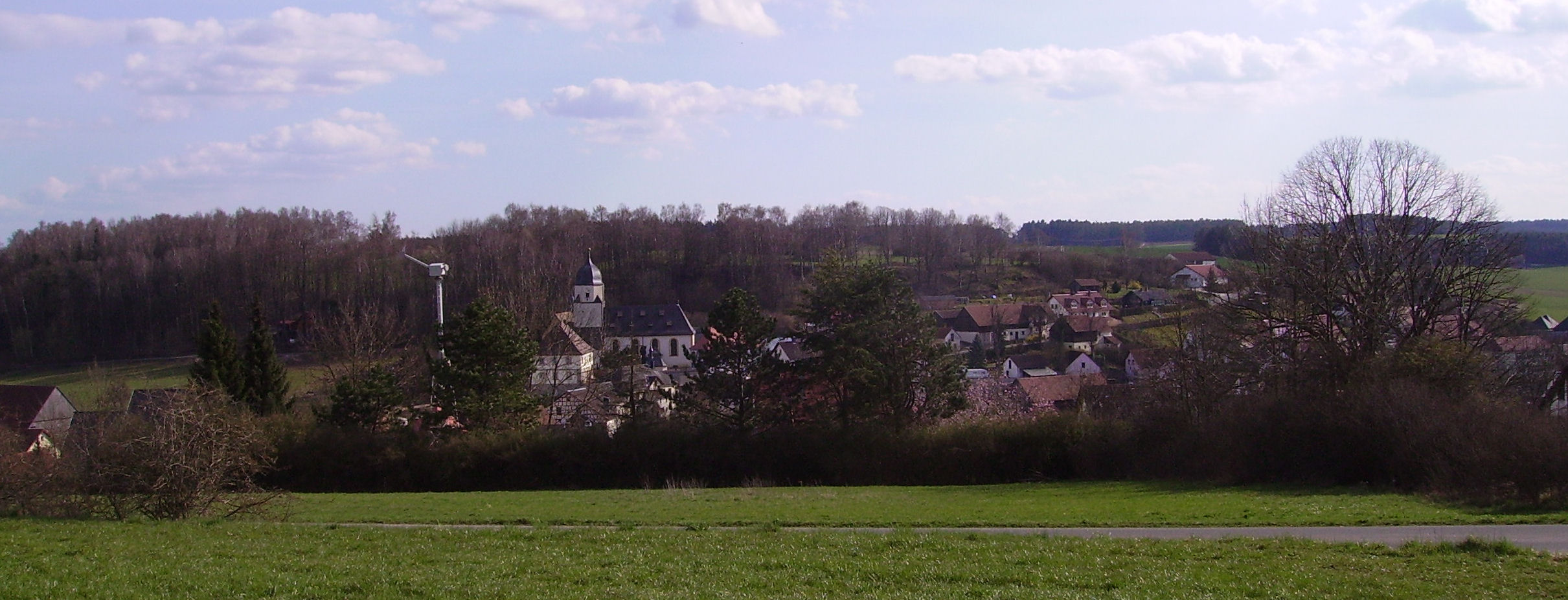
Panorama Königsfelda